# Vägar hem
Vägar hem, album från 2006 med sångerskorna Anna Stadling och Idde Schultz. På albumet tolkar de så kallade "bortglömda" svenska pop- och rocklåtar från 1970- och 80-talen.

## Låtar på albumet
1. Vägar hem
2. Inga gränser
3. Bröllopsdag
4. Sjunde himlen
5. Då känns det lite lugnare
6. Drömde
7. Kärlekens hundar
8. Öde stranden
9. Små duvor
10. Gnistrande snö
11. Ser du
12. Blå andetag

### Fotnoter
1. ↑  ”Vägar hem”. Svensk mediedatabas. 26 februari 2006. http://smdb.kb.se/catalog/id/002023350#. Läst 12 januari 2015.